# Casarão Schroeder
Casarão Schroeder é uma construção histórica e atração turística da cidade de Lontras, no estado de Santa Catarina, localizada em frente à praça Henrique Schroeder, principal ponto do centro da cidade.
O casarão é patrimônio arquitetônico e histórico tombado pelo Estado, e o poder municipal, através da Secretaria de Educação e Cultura, interessou-se em adquirir o imóvel para nele instalar a Casa da Cultura de Lontras.
Já foi ocupado anteriormente pelo Espaço Cultural Zulu Carnibal

## História
O casarão Schroeder foi a primeira casa de comércio do município.
Foi construído em 1922 por Henrique Schroeder, figura importante para a história da cidade, com o objetivo de servir de estabelecimento comercial e ponto de pouso dos viajantes da região. Henrique (Heinrich) foi um dos pioneiros de Blumenau, nasceu em 17 de agosto 1861 em Solingen(Alemanha) e veio com os pais e irmãos para o Brasil. Em 1899, Henrique escolheu Lontras para morar, após ter passado por Badenfurt e Itoupava(Blumenau) e Aquidaban(atualmente Apiúna). Foi referência como colonizador e criador de cavalos.
Pela ótima localização do imóvel, os registros afirmam que era um ponto certo para os viajantes fazerem sua parada e repor os estoques de alimento e cachaça. A parte inferior do imóvel era utilizada como loja comercial e, na parte superior - no sótão - existiam quartos para as pessoas que desejassem passar a noite. O comércio de tecidos e um armazém de secos e molhados funcionava no pavimento térreo da edificação. O segundo andar era utilizado como hospedaria e também servia como residência da família. Anexo à edificação também tinha um laticínio e um matadouro, que já não existem mais. Foram destruídos durante um incêndio que ocorreu no casarão.
Em 1932, após a morte de Heinrich, seu negócio de comércio foi transferido para seu Filho Oswald. Além da loja, eles também produziam o queijo da marca Santa Luzia.
Um de seus últimos proprietários foi Osny Mendes, ex-prefeito de Lontras. Enquanto o casarão lhe pertenceu, na década de 1980, foi realizada uma reforma que reelaborou a fachada com base em fotografias, para que a mesma voltasse a ter as características originais.
Atualmente o casarão pertence a proprietários de uma sorveteria localizada ao lado da estrutura.

## Arquitetura
O imóvel possui detalhes expressivos na ornamentação externa e interna que reforçam o estilo neoclássico.
O sobrado teuto-brasileiro foi construído em alvenaria de tijolos. Sua fachada é composta por uma varanda de arcos à qual se tem acesso por uma pequena escadaria. A construção possui ainda um telhado de grande inclinação e mansarda – janela sobre o telhado do edifício – voltada para a rua e nos fundos. Possui várias aberturas, ornadas com pinturas de motivos geométricos.